# Дзета-функція Рімана
Дзе́та-фу́нкція Рі́мана {\displaystyle \displaystyle \zeta (s)} визначена за допомогою ряду:
{\displaystyle \zeta (s)=\sum _{n=1}^{\infty }{\frac {1}{n^{s}}}}.
У області {\displaystyle \left\{s:\operatorname {Re} (s)>1\right\}}, цей ряд збіжний, є аналітичною функцією і допускає аналітичне продовження на всю комплексну площину без одиниці. У цій області також правильне представлення у вигляді нескінченного добутку (тотожність Ейлера)
{\displaystyle \zeta (s)=\prod _{p}{\frac {1}{1-p^{-s}}}} ,
де добуток береться по усіх простих числах p.
Ця рівність є однією з основних властивостей дзета-функції.

## Властивості
- Існують явні формули для значень дзета-функції у парних цілих точках:

{\displaystyle 2\zeta (2m)=(-1)^{m+1}{\frac {(2\pi )^{2m}}{(2m)!}}B_{2m}},
де {\displaystyle B_{2m}} — число Бернуллі.
Зокрема,
{\displaystyle \zeta (2)={\frac {\pi ^{2}}{6}}},
{\displaystyle \zeta (4)={\frac {\pi ^{4}}{90}}}.
Про значення дзета-функції у непарних цілих точках відомо мало: передбачається, що вони є ірраціональними і навіть трансцендентними, але поки доведена лише ірраціональність числа {\displaystyle \zeta (3)} (Роже Апері, 1978). Є також результати, що показують, що серед деякої безлічі значень дзета-функції у наступних непарних точках є хоча б одне ірраціональне.
- При {\displaystyle \operatorname {Re} (s)>1}

- {\displaystyle {\frac {1}{\zeta (s)}}=\sum _{n=1}^{\infty }{\frac {\mu (n)}{n^{s}}}}

де {\displaystyle \mu (n)} — функція Мебіуса
- {\displaystyle \zeta ^{2}(s)=\sum _{n=1}^{\infty }{\frac {\tau (n)}{n^{s}}}}

де {\displaystyle \tau (n)} — число дільників числа {\displaystyle n}
- {\displaystyle {\frac {\zeta ^{2}(s)}{\zeta (2s)}}=\sum _{n=1}^{\infty }{\frac {2^{\nu (n)}}{n^{s}}}}

де {\displaystyle \nu (n)} — число простих дільників числа {\displaystyle n}
- {\displaystyle \zeta (s)} допускає аналітичне продовження на всю комплексну {\displaystyle s}-площину і є регулярною функцією для всіх значень {\displaystyle s}, крім {\displaystyle s=1}, де вона має простий полюс із лишком, рівним 1.
  - Аналітичне продовжена дзета-функція при {\displaystyle s\neq 0,s\neq 1} задовольняє рівняння:

{\displaystyle \zeta (s)=2^{s}\pi ^{s-1}\sin {\pi s \over 2}\Gamma (1-s)\zeta (1-s)},
де {\displaystyle \Gamma (z)} — Гамма-функція Ейлера. Це рівняння називається функціональним рівнянням Рімана.
- Для функції

{\displaystyle \xi (s)=\pi ^{-s/2}\Gamma ({\frac {s}{2}})\zeta (s)}
введеною Ріманом для дослідження {\displaystyle \zeta (s)} і званою ксі-функцією Рімана, це рівняння набуває вигляду
{\displaystyle \xi (s)=\xi (1-s)}

### Нулі дзета-функції
Основна стаття: Гіпотеза Рімана
Як випливає із функціонального рівняння Рімана, у напівплощині
{\displaystyle \operatorname {Re} (s)<0},
функція {\displaystyle \zeta (s)} має лише прості нулі у від'ємних парних точках:
{\displaystyle 0=\zeta (-2)=\zeta (-4)=\zeta (-6)=\dots }.
Ці нулі називаються «тривіальними» нулями дзета-функції.
Далі {\displaystyle \zeta (s)\not =0} при дійсних {\displaystyle s\in (0,1)}.
Таким чином, усі «нетривіальні» нулі дзета-функції є комплексними числами, і мають властивість симетрії щодо дійсної осі і щодо вертикалі {\displaystyle \operatorname {Re} (s)=1/2} і лежать у смузі {\displaystyle 0\leq \operatorname {Re} (s)\leq 1}, яка називається критичною смугою. Гіпотеза Рімана полягає у тому, що усі «нетривіальні» нулі дзета-функції розташовані на прямій {\displaystyle 1/2+it}.

## Узагальнення
Існує досить велика кількість спеціальних функцій, пов'язаних з дзета-функцією Рімана, які об'єднуються загальною назвою дзета-функції і є її узагальненнями. Наприклад:
- Дзета-функція Гурвіца:
{\displaystyle \zeta (s,q)=\sum _{k=0}^{\infty }(k+q)^{-s},}

яка збігається з дзета-функцією Рімана при q = 1 (оскільки сумування ведеться від 0, а не від 1).
- Полілогарифм:
{\displaystyle \mathrm {Li} _{s}(z)=\sum _{k=1}^{\infty }{z^{k} \over k^{s}},}

який збігається з дзета-функцією Рімана при z = 1.
- Дзета-функція Лерха[en]:
{\displaystyle \Phi (z,s,q)=\sum _{k=0}^{\infty }{\frac {z^{k}}{(k+q)^{s}}},}

яка збігається з дзета-функцією Рімана при z = 1 і q = 1 (оскільки сумування ведеться від 0, а не від 1).

## Історія
Як функція дійсної змінної, дзета-функція була введена у 1737 році Ейлером, який і вказав її розклад у добуток.
Потім ця функція розглядалася Діріхле і, особливо успішно, Чебишо́вим при вивченні закону розподілу простих чисел.
Проте найбільш глибокі властивості дзета-функції були виявлені пізніше, після роботи Рімана (1876), де дзета-функція розглянута як функція комплексної змінної.

## Формула добутку Ейлера
Зв'язок між дзета-функцією і простими числами відкрив Ейлер, який довів таку тотожність:
{\displaystyle \sum _{n=1}^{\infty }{\frac {1}{n^{s}}}=\prod _{p{\text{ prime}}}{\frac {1}{1-p^{-s}}},}
де лівий бік - це ζ(s), а нескінченний добуток праворуч містить усі прості числа:
{\displaystyle \prod _{p{\text{ prime}}}{\frac {1}{1-p^{-s}}}={\frac {1}{1-2^{-s}}}\cdot {\frac {1}{1-3^{-s}}}\cdot {\frac {1}{1-5^{-s}}}\cdot {\frac {1}{1-7^{-s}}}\cdot {\frac {1}{1-11^{-s}}}\cdots {\frac {1}{1-p^{-s}}}\cdots }
Обидва боки формули Ейлера збігаються якщо Re(s) > 1. Доведення тотожності Ейлера використовує лише геометричні ряди і основну теорему арифметики. З того, що гармонічний ряд при s = 1 розбіжний, випливає, що формула Ейлера (яка набуває виду {\displaystyle 1+{\frac {1}{2}}+{\frac {1}{3}}+{\frac {1}{4}}+{\frac {1}{5}}+\ldots ={\frac {2\cdot 3\cdot 5\cdot 7\cdot 11\cdot \ldots }{1\cdot 2\cdot 4\cdot 6\cdot 10\cdot \ldots }}}) тягне за собою існування нескінченної кількості простих чисел.
Формулу добутку Ейлера можна використати, щоб обчислити асимптотичну ймовірність того, що s випадково вибраних цілих чисел помножинно взаємно прості. Інтуїтивно, ймовірність того, що будь-яке окремо взяте число ділиться на просте (або будь-яке ціле число), p становить 1/p. Отже, ймовірність, що кожне з s чисел ділиться на це число становить 1/ps, а ймовірність, що хоча б одне ні становить 1 − 1/ps. Тепер, для різних простих чисел, ці події подільності взаємно незалежні, бо кандидати на дільники взаємно прості (число ділиться на взаємно прості дільники n і m тоді і тільки тоді, коли число ділиться на nm, подія, що відбувається з ймовірністю 1/nm). Отже, асимптотична ймовірність того, що s чисел взаємно прості задається через добуток що включає всі прості,
{\displaystyle \prod _{p{\text{ prime}}}\left(1-{\frac {1}{p^{s}}}\right)=\left(\prod _{p{\text{ prime}}}{\frac {1}{1-p^{-s}}}\right)^{-1}={\frac {1}{\zeta (s)}}.}
(Щоб довести цей результат формально потрібно більше роботи).